# Campionato mondiale cadetti di scherma 2023
Il Campionato mondiale cadetti di scherma del 2023 ("2023 World Cadets Fencing Championships") è stato organizzato dalla Federazione internazionale della scherma e si è svolto a Plovdiv in Bulgaria dal 1 al 12 aprile.
Nel fioretto, si sono aggiudicati i titoli del campionato mondiale il cinese Yifan Guo, che ha battuto in finale il coreano Hyeokjun Choi, e la britannica Amelie Tsang che ha avuto la meglio sull'italiana Greta Collini.
Nella spada il magiaro Domonkos Pelle ha battuto in finale l'americo-verginiano Kruz Schembri-Mccord, ottenendo il titolo mondiale cadetti maschile, mentre tra le donne la magiara Blanka Virág Nagy ha superato la nipponica Mizuki Homma.
Nella sciabola lo statunitense William Morrill prevale sul polacco Benedykt Denkiewicz, mentre la magiara Emese Domonkos ha battuto l'azera Zarifa Huseynova.

## Podi

### Uomini
| Specialità  | Oro             | Argento              | Bronzo                          |
| Individuali |                 |                      |                                 |
| Fioretto    | Yifan Guo       | Hyeokjun Choi        | Mattia Rubin Abdelrahman Tolba  |
| Spada       | Domonkos Pelle  | Kruz Schembri-Mccord | Noam Duchene Rayan Rami Rozpide |
| Sciabola    | William Morrill | Benedykt Denkiewicz  | Taylor Chon Ahmed Hesham        |

### Donne
| Specialità  | Oro               | Argento          | Bronzo                          |
| Individuali |                   |                  |                                 |
| Fioretto    | Amelie Tsang      | Greta Collini    | Emily Jing Shun Yat Wong        |
| Spada       | Blanka Virág Nagy | Mizuki Homma     | Li-Hsiang Hung Nicole Xuan      |
| Sciabola    | Emese Domonkos    | Zarifa Huseynova | Nargiza Jaksybaeva Jenna Shoman |

## Medagliere
| Pos.   | Nazione                 | Oro | Argento | Bronzo | Totale |
| ------ | ----------------------- | --- | ------- | ------ | ------ |
| 1      | Ungheria                | 3   | 0       | 1      | 4      |
| 2      | Stati Uniti             | 1   | 0       | 3      | 4      |
| 3      | Regno Unito             | 1   | 0       | 0      | 1      |
| 3      | Cina                    | 1   | 0       | 0      | 1      |
| 5      | Italia                  | 0   | 1       | 0      | 1      |
| 5      | Polonia                 | 0   | 1       | 0      | 1      |
| 5      | Corea del Sud           | 0   | 1       | 0      | 1      |
| 5      | Giappone                | 0   | 1       | 0      | 1      |
| 5      | Azerbaigian             | 0   | 1       | 0      | 1      |
| 5      | Isole Vergini Americane | 0   | 1       | 0      | 1      |
| 11     | Egitto                  | 0   | 0       | 2      | 2      |
| 12     | Francia                 | 0   | 0       | 1      | 1      |
| 12     | Canada                  | 0   | 0       | 1      | 1      |
| 12     | Spagna                  | 0   | 0       | 1      | 1      |
| 12     | Uzbekistan              | 0   | 0       | 1      | 1      |
| 12     | Hong Kong               | 0   | 0       | 1      | 1      |
| 12     | Taipei cinese           | 0   | 0       | 1      | 1      |
| Totale | Totale                  | 6   | 6       | 12     | 24     |